# St.-Dionysius-Kirche (Adensen)

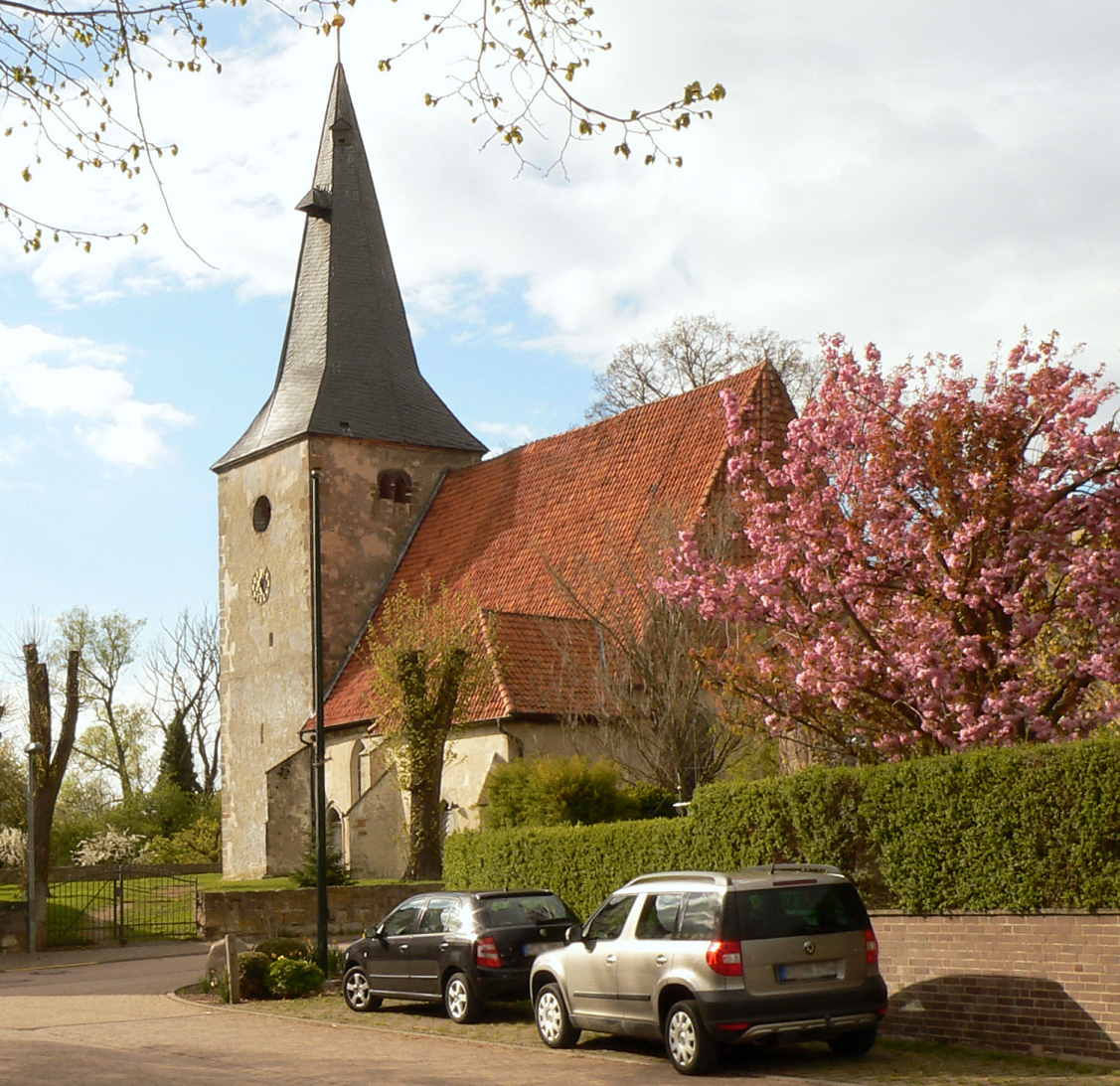
St.-Dionysius-Kirche

Die evangelisch-lutherische St.-Dionysius-Kirche ist eine Kirche in Adensen, die nach Dionysius, dem ersten Bischof von Paris, benannt ist.

## Kirchengeschichte
Das adlige Geschlecht der Herren von Adenoys begründete am Ende des 10. Jahrhunderts in Adensen die St.-Dionysius-Kirche, zu der die Ortschaften Adensen, Bodensen und Pussensen (Pustessen) gehörten. Nach dem Wüstwerden von Bodensen und Pussensen (Pustessen) und der Entstehung der Ortschaft Hallerburg umfasste die Kirchengemeinde vom 14. Jahrhundert an die Ortschaften Adensen und Hallerburg.
Das Patronat der Kirchengemeinde blieb bis 1322 bei den Herren von Adenoys, ging dann an die Grafen von Hallermund über und wurde von diesen am 14. April 1385 auf das damalige Augustinerinnenkloster und spätere Damenstift im Kloster Wülfinghausen übertragen. Das Patronatsverhältnis blieb bis zum Ende des 19. Jahrhunderts bestehen.
Im Jahr 1361 wird erstmals ein Geistlicher aus Adensen mit Namen Johann urkundlich erwähnt. Weitere acht katholische Geistliche aus vorreformatorischer Zeit sind namentlich bekannt. Nachdem sich die Reformation in Adensen und Hallerburg 1543 durchgesetzt hatte und die Kirchengemeinde Adensen evangelisch-lutherisch geworden war, ist 1544 Henricus Sanderus (Sander) erster evangelisch-lutherischer Geistlicher in Adensen geworden.
In Adensen bestand bis zur Reformationszeit eine Laienbruderschaft mit dem Namen Unseren lieben Frauen. Sie verfügte über eigenes Grundvermögen und nahmen Aufgaben der Kirchengemeinde wahr.
Bis 1924 wurden die Kirchengemeinden Adensen und Wülfingen im Jahr 1924 als selbständige Kirchengemeinden unter einem gemeinsamen Pfarramt zusammengeschlossen. Der Sitz des Pfarramtes war seit 1924 Wülfingen. Der Wohnsitz des Pastors befand sich zunächst in Wülfingen und seit 1947 in Adensen.

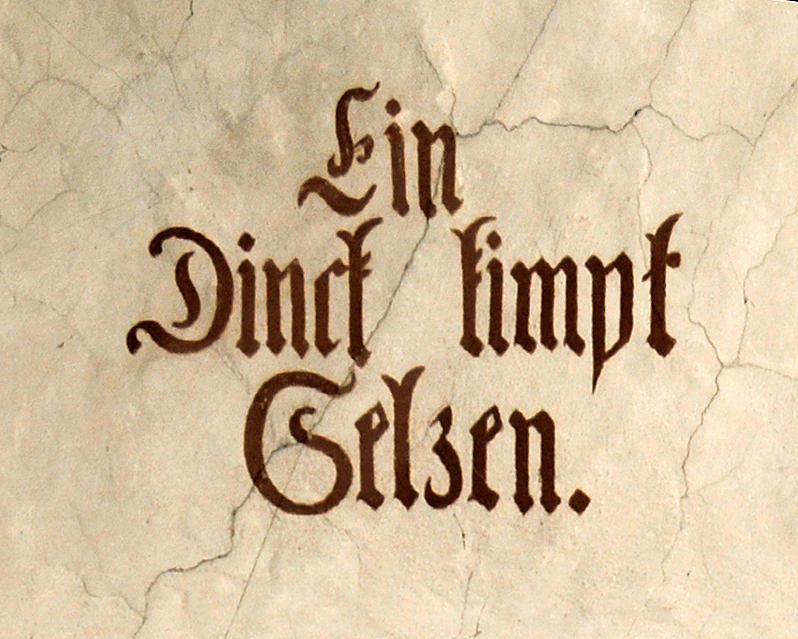
Diese Inschrift im Gewölbe der St.-Dionysius-Kirche erinnert an den Pastor Henricus Dreveler, der Pestkranke besuchte und pflegte und daraufhin an der Pest erkrankte und starb.

Mit Wirkung vom 1. Juli 2010 wurde die pfarramtliche Verbindung der Kirchengemeinden Adensen und Wülfingen von der Evangelisch-lutherischen Landeskirche Hannovers aufgehoben. Die Kirchengemeinde Adensen verfügt nicht mehr über ein eigenes Pfarramt. Sie gehört in dem Evangelisch-lutherischen Kirchenkreis Hildesheimer Land-Alfeld zusammen mit den Kirchengemeinden Burgstemmen, Mahlerten und Heyersum zu dem Pfarramt Burgstemmen-Mahlerten-Heyersum-Adensen. Dieses Pfarramt und das Pfarramt Nordstemmen bilden die Region Nordstemmen im Amtsbereich Elze des Kirchenkreises, der zum Sprengel Hildesheim-Göttingen gehört. Die Kirchengemeinde Adensen wird weiterhin von einem eigenen Kirchenvorstand geleitet, der auch die Trägerschaft der Friedhofsverwaltung von Adensen wahrnimmt.
Pestzeit
Im Jahr 1626 wütete die Pest in Adensen und Hallerburg. Der Pastor Henricus Dreveler war ursprünglich ein Adenser Hirtenjunge. Er wurde durch Spenden und auf Kosten der Kirchengemeinde Adensen zum Pastor ausgebildet. Er war von 1614 bis 1619 Pastor in Marienthal und wirkte nach dem Tod seines Schwiegervaters und Amtsvorgängers Walter Lange von 1619 bis 1626 als Pastor in Adensen. Er pflegte die Pestkranken und starb selber 1626 an der Pest, wie die Pfarrakten berichten. Aus Dankbarkeit setzte die Kirchengemeinde die von ihm häufig gebrauchte Redewendung Ein Dinck kimpt Selzen ( = Ein Ding kommt seltsam = Es kommt anders als erwartet) als Inschrift in das Gewölbe der Kirche.

## Baugeschichte
Kirchturm und Ottonische Kirche
Der romanische Kirchturm stammt aus dem 13. Jahrhundert und wurde im 14. Jahrhundert nach oben hin verlängert. Der Heimatforscher Achim Gercke geht 1950 in seiner Festschrift Die Sankt-Dionysius-Kirche Adensen (Seite 12) davon aus, dass der Turm ursprünglich ein Wehrturm gewesen ist. In der nördlichen Turmwand befindet sich noch die ehemalige schmale Turmtreppe, die vom Gewölberaum im Erdgeschoss des Turmes zum Glockenturm hinaufführt und später durch eine breite Turmtreppe ersetzt wurde, die sich in der angebauten westlichen Eingangshalle der Kirche befindet. Die von dem adligen Geschlecht der Herren von Adenoys am Ende des 10. Jahrhunderts erbaute Kirche könnte sich am Standort dieses Kirchturms befunden haben, möglicherweise in dem Gewölberaum des Kirchturms. Es gibt aber dafür bisher keinen archäologischen Nachweis.
Bis zum Ersten und Zweiten Weltkrieg hingen auf dem Kirchturm die folgenden Glocken: Im Jahr 1917 wurden die beiden großen Bronzeglocken, die bereits im 17. Jahrhundert umgegossen waren und wahrscheinlich aus dem 13. Jahrhundert stammten, zum Einschmelzen für Kriegszwecke abgeliefert. Die kleine Schlagglocke aus Bronze (Querschnitt 0,43 m, Höhe ca. 0,51 m) stammte aus dem 13. Jahrhundert. Sie wurde im Zweiten Weltkrieg zusammen mit der Bronzeglocke zum Einschmelzen für Kriegszwecke abgeliefert. Sie ist 1875 von J. H. Bartels umgegossen worden und trug die Inschrift O Land, Land, Land höre des Herrn Wort. Jer 22,29 
Romanische Kirche
In der Verlängerung des Kirchturms und in dessen Breite stand die nach Osten ausgerichtete einschiffige romanische Kirche, die von dem Friedhof umgeben war. Der Gewölberaum im Erdgeschoss des Turmes diente als rückwärtiger Teil der romanischen Kirche. Bauteile aus der romanischen Kirche (Basen und Kapitelle von Zwergsäulen) wurden als Rippenkonsolen im Chor der späteren gotischen Kirche weiterverwendet. Die Datierungen dieser archäologischen Fundstücke ermöglichen Rückschlüsse auf die Bauzeit der romanischen Kirche in der 1. Hälfte des 13. Jahrhunderts.
Gotische Kirche
Die gotische Sakristei ist im 14. Jahrhundert an die damalige romanische Kirche angebaut worden; sie enthält eine Piscina und eine niedrige Eingangstür, die den Eintretenden zwingt, sich vor Gott zu verneigen.
Die nördliche Seitenwand der romanischen Kirche wurde 1484 abgebrochen; stattdessen erhielt die Kirche in einem ersten Bauabschnitt 1484 (Inschrift am äußeren nordöstlichen Eckstrebepfeiler) ein nördliches Seitenschiff. Die Kirche wurde mit gotischen Spitzbogenfenstern versehen und 1494 eingewölbt (Inschrift am westlichen Halbkreisgurt). Diese noch unfertige gotische Kirche erhielt einen eigenen Dachstuhl. Der Altar befand sich an der Nordwand, wie eine 1987 freigelegte Wandöffnung zeigt, in der damals die Abendmahlsgeräte aufbewahrt worden sind. In jener Zeit entstanden mittelalterliche Fresken in dem westlichen Mittelschiffsgewölbe über dem heutigen Standort der Orgel. Sie enthalten in ihrer Gesamtheit eine Darstellung des Jüngsten Gerichtes und des Höllenschlundes. Die Fresken wurden 1987 entdeckt, freigelegt und gefestigt.
Im zweiten Bauabschnitt hat man den Chorabschluss der romanischen Kirche abgebrochen; dann wurde der gotische Chor im Osten der Kirche mit seiner polygonal gestalteten Apsis gebaut und eingewölbt. Das bestehende Dach wurde nach Osten hin erweitert, mit einem eigenen Dachstuhl versehen und mit dem Dachstuhl der Sakristei verbunden. Wenn man von außen auf den Dachfirst blickt, sieht man eine Senke an der Stelle, an der die beiden Dachstühle einander gegenüberstehen. Die Fertigstellung der Bauarbeiten fällt in das Jahr 1503 (Inschriften am äußeren östlichen Eckstrebepfeiler).

## Ausstattung
Barock

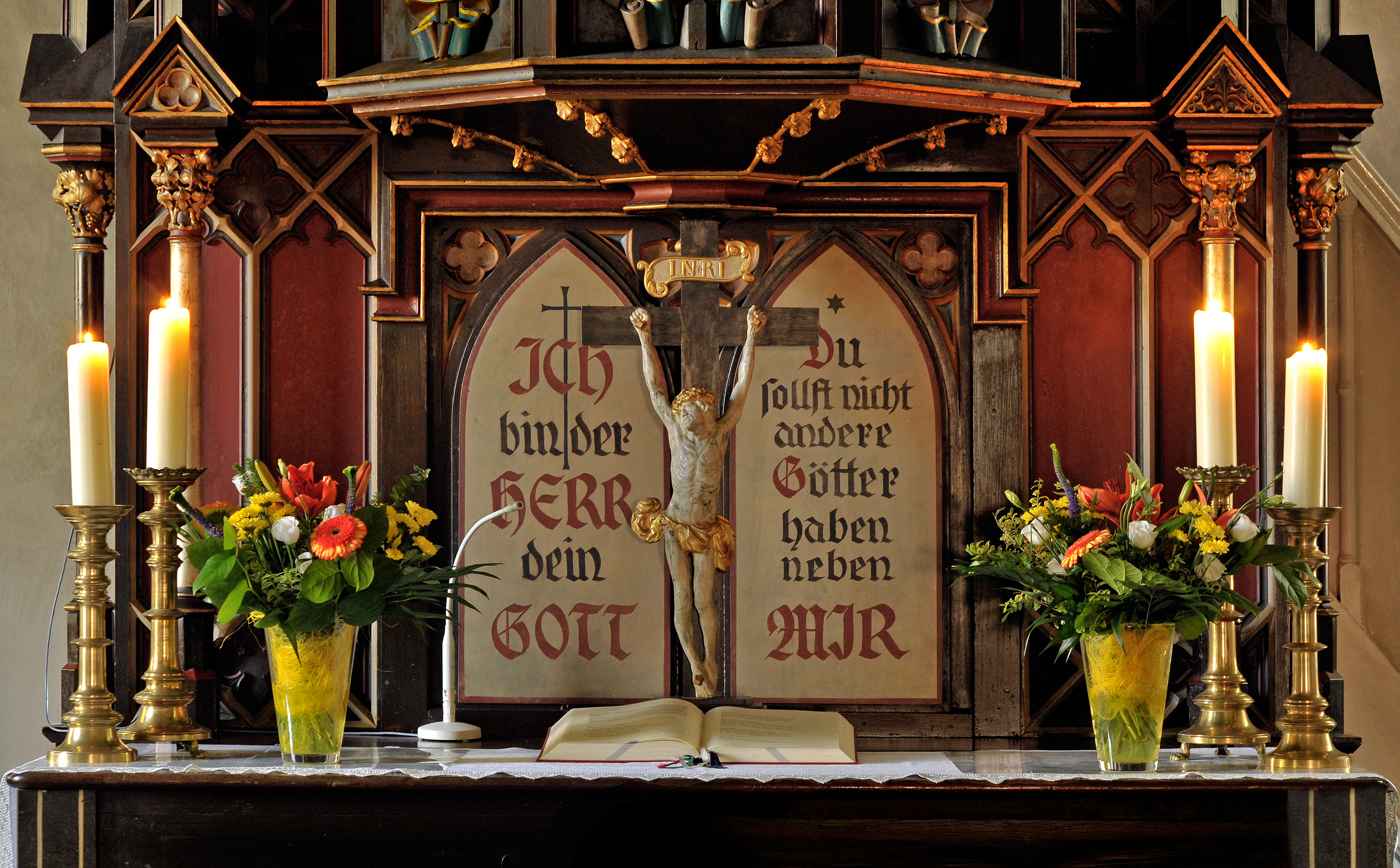
Der neugotische Altar ist ein Teil des Kanzelaltars, den der Landesbaumeister Wellenkamp im Jahr 1852 errichtet hat.

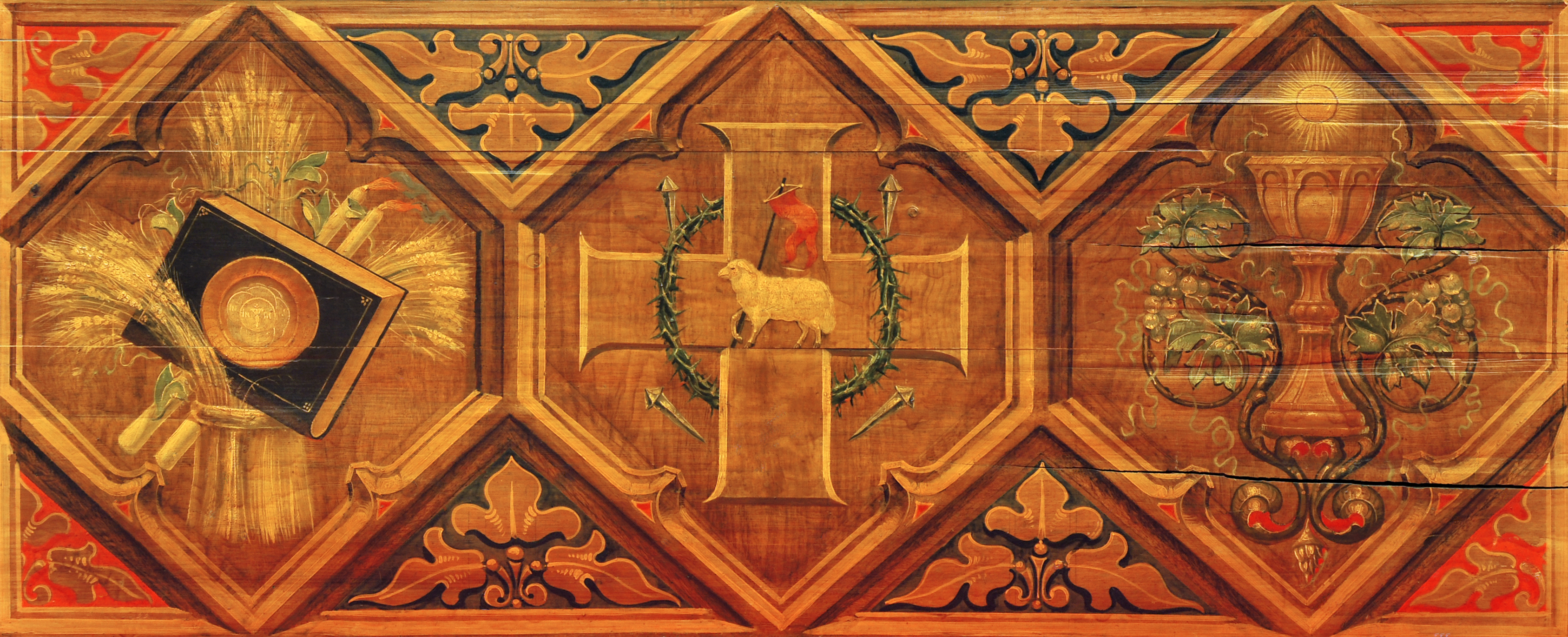
Bildtafel am Kanzelaltar in der St. Dionysius-Kirche aus dem Jahr 1852.

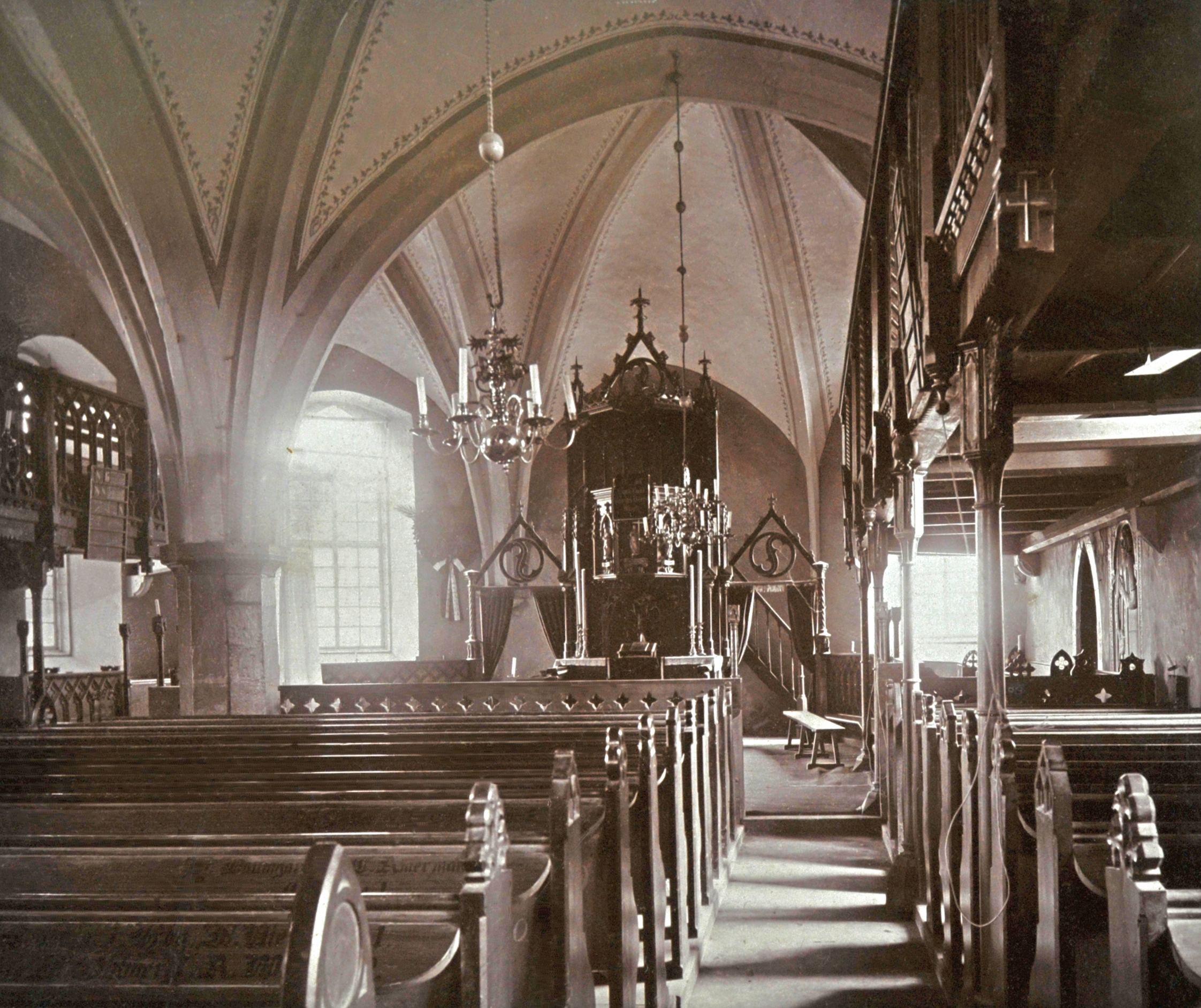
Neugotische Ausstattung des Innenraumes der St.-Dionysius-Kirche in den Jahren 1852 bis 1958. Die Fotografie wurde vor 1918 aufgenommen.

Der Taufstein (1607) trägt die Meisterinitialen MB. Er stammt aus der gleichen Werkstatt wie die Taufsteine von Möllensen (1607), Sibbesse (1607) und Eberholzen (1611). Der Taufstein besitzt eine große Innenschale, die das inzwischen nicht mehr übliche Untertauchen des Kleinkindes bei der Taufe ermöglichte. Er besaß etwa ab 1700 einen der Taufsteinoberfläche angepassten und mit rotem Stoff bezogenen Deckel, der oben spitz zulief und von einem gedrechselten Knauf gekrönt wurde. Dieser Deckel bestand noch 1935. Der Jungmädchenkreis spendete 1967 eine Taufkanne sowie eine flache Taufschale mit Deckel.
1621 wurde ein Barockaltar aufgestellt, von dem zwei Gemälde des ehemaligen Altaraufsatzes erhalten sind (Kreuzigung, Abendmahl mit Klosterdamen vom Kloster Wülfinghausen). An der Südwand des Chores befindet sich ein Epitaph des 1668 im Chor der Kirche begrabenen Pastors Arnold Elvers (Elverus).
Im Jahr 1626 wütete die Pest in Adensen und Hallerburg. Pastor Henricus Dreveler, ursprünglich Hirtenjunge und auf Kosten der Kirchengemeinde zum Pastor ausgebildet, pflegte die Pestkranken und starb selber 1626 an der Pest. Aus Dankbarkeit setzte die Kirchengemeinde die von ihm häufig gebrauchte Redewendung Ein Dinck kimpt Selzen als Inschrift in das Gewölbe der Kirche.
Neugotik
Die heutige Innenausstattung der Kirche mit Kirchengestühl, Emporen, Kanzelaltar und Orgelprospekt erfolgte 1852 im neugotischen Stil unter der Leitung des hannoverschen Landesbaumeisters Anton Eduard Bruno Wellenkamp (* 27. Februar 1812 in Kassel; † 25. Oktober 1875 in Göttingen). Die geschnitzten Kanzelfiguren stammen von dem hannoverschen Bildhauer Georg Ludwig Hurtzig (* 27. März 1812 in Hannover; † 14. Oktober 1865 in Hannover). Die Orgel wurde 1852 von dem Orgelbaumeister Philipp Furtwängler in Elze erbaut. Die Emporen im Chor der Kirche sind bei der Kirchenrenovierung 1958 entfernt worden, um Raum zu schaffen für das Adenser Kruzifix, das seitdem an der südlichen Chorwand angebracht ist.

## Inventar
Glocken
Im Jahr 1917 wurden die beiden großen Bronzeglocken, die bereits im 17. Jahrhundert umgegossen waren und wahrscheinlich aus dem 13. Jahrhundert stammten, zum Einschmelzen für Kriegszwecke abgeliefert. Die kleine Schlagglocke aus Bronze (Querschnitt 0,43 m, Höhe ca. 0,51 m) stammte aus dem 13. Jahrhundert. Sie wurde im Zweiten Weltkrieg zusammen mit der anderen Bronzeglocke zum Einschmelzen für Kriegszwecke abgeliefert. Sie ist 1875 von J. H. Bartels umgegossen worden und trug die Inschrift O Land, Land, Land höre des Herrn Wort. (Jer 22,29 )
Im Jahr 1920 sind als Ersatz für die beiden im Jahr 1917 abgegebenen Bronzeglocken zwei neue Glocken von der Glockengießerei Ulrich in Apolda gegossen worden. Daran erinnert die Inschrift: Ulrich & Weule. Apolda & Bockenem 1920. Da seinerzeit keine Bronze verfügbar war, verwendete man Stahl. Das war zweite Wahl, da Stahlglocken keinen so edlen Klang haben wie Bronzeglocken. Nach einigen Jahrzehnten des Gebrauch zeigte sich in einer anderen Kirche, dass ihre Stahlglocke beim Geläut auseinanderbrach, weil sich Lufteinschlüsse im Körper der Stahlglocke befanden. Ein Teil der Glocke flog aus dem Glockenturm und erschlug einen Fußgänger. Das war der Grund dafür, dass die beiden Stahlglocken in Adensen im Jahr 1977 sicherheitshalber abgenommen und zur Entsorgung auf den Hof vom Containerdienst Schmidt in Adensen gebracht wurden. Beide Stahlglocken läuteten am 18. November 1944 Sturm, als ein Bomber vor dem Ende des Zweiten Weltkriegs seine letzte Bombe über Adensen abwarf, Häuser zerstörte und acht Bewohner tötete. Eine dabei umgekommene Mutter rettete ihr Kind, weil sie sich schützend auf ihr Kind geworfen hatte.
Im Sommer 2003, als beide Stahlglocken entsorgt werden sollten, nahm der Kirchenvorstand eine Glocke zurück und stellte sie zum Gedenken an die Opfer des Bombenangriffs neben dem Chor der Kirche auf. Die Glocke erhielt die Inschrift: Zum Gedenken der Opfer des Bombenabwurfs am 18. November 1944.
Als Ersatz für die beiden Stahlglocken wurden am 15. April 1977 zwei Bronzeglocken in der Glockengießerei Friedrich Wilhelm Schilling in Heidelberg gegossen. Am 14. Mai 1977 wurden sie in einem Glockenumzug vom Hof des Kirchenvorstehers Fritz Lampe in Hallerburg zur St.-Dionysius-Kirche gebracht und in den folgenden Tagen in die Glockenstube auf den Kirchturm gehoben. Die große F-Glocke besitzt den Durchmesser von 112 cm und das Gewicht von 900 kg. Sie trägt das Relief mit der Abbildung vom Adenser Kruzifix und die Inschrift: Ich weiß, dass mein Erlöser lebt. Die kleinere As-Glocke hat den Durchmesser von 95 cm und das Gewicht von 510 kg. Die Inschrift Verleih uns Frieden gnädiglich Herr Gott zu unseren Zeiten erinnert an das unsägliche Leid, das die zwei Weltkriege über viele Millionen Menschen gebracht haben. Zwischen beiden Glockenstühlen blieb ein Glockenstuhl noch vakant. Außen am Turm befindet sich eine eiserne Schlagglocke. Es gibt einen Läuteautomaten und eine elektrische Läuteanlage für die Glocken.
Kruzifix
In der romanischen Vorgängerkirche hatte bereits das Adenser Kruzifix gehangen. Während der Zeit des Kirchenumbaus ist der Gekreuzigte vom romanischen Eichenkreuz abgenommen und in einer Werkstatt gotisch überarbeitet worden. Der lange romanische Lendenschurz wurde bis auf einen schmalen Lendenschurz mit gotischem Faltenwurf heruntergeschnitzt, und Bart und Haupthaar wurden entfernt. Diese gotische Fassung wurde damals als Rohling betrachtet, mit Kalk und Leinwand umkleidet, bemalt und mit einer Perücke versehen. Das wiederverwendete Holzkreuz erhielt einen Anstrich mit Blutspritzern, die von den Wundmalen Christi am Gekreuzigten ausgehen. In der Zeit zwischen 1494 und 1503 wurde das Kruzifix in der gotischen Kirche aufgehängt. Eine im Rücken des Gekreuzigten verborgene Reliquie ist wohl in der Zeit der Reformation entfernt worden. Das Kruzifix wurde während der neugotischen Innengestaltung um 1852 aus der Kirche entfernt und auf dem Kirchenboden zwischengelagert. Später erhielt es einen Platz in dem Raum unter dem Turm. Nach dem Zweiten Weltkrieg wurde das Kruzifix von dem Restaurator J. Bohland in Hildesheim restauriert und anlässlich der Kirchenrenovierung 1958 an der Sakristeiwand im Chor der Kirche angebracht. In der Zeit 1958 bis 1970 trug das Kruzifix eine aus Dornen geflochtene Dornenkrone; dazu wurde als Halt für die Dornenkrone ein Nagel in den Kopf eingeschlagen. Im Jahr 1970 wurde die Dornenkrone aus denkmalpflegerischen Gründen entfernt.
Taufstein von 1607

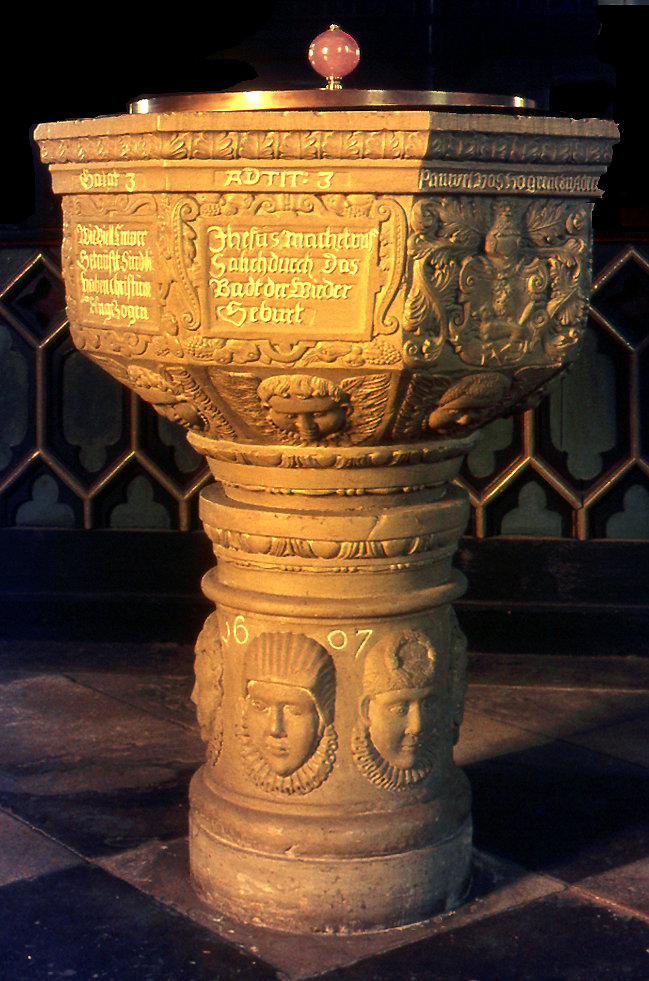
Der Taufstein von 1607 vor dem Taufgottesdienst im Morgenlicht.

Der Taufstein mit rundem Sockel und sechseckigem Taufbecken wurde von dem Steinmetzmeister mit der Signatur „MB“ angefertigt. Über diesen Steinmetzmeister ist heute nichts bekannt; damals bürgte sein Werkstattzeichen für besondere Qualität. Seine Werkstatt stand wahrscheinlich im Leinebergland, weil sich weitere Taufsteine mit der Signatur „MB“ in den Kirchen von Möllensen (1607), Sibbesse (1607) und Eberholzen (1611) befinden.
Die Inschrift auf dem Taufstein nennt die beiden Stifter dieses Taufsteins Pauwel Vos Hogreue zu Adens (= Paul Voß, Gohgräfe zu Adensen) Margarete Brandes S E H F 1607 (Margarete Brandes seine eheliche Hausfrau 1607). Die Unterseite des Taufbeckens ist mit Cherubinköpfchen im Flachrelief versehen. Diese Engel tragen sozusagen das Taufbecken, das so groß ist, dass Kinder während der Taufe -wie es früher üblich war- in dem Wasser der der dort verborgenen Taufschale untergetaucht werden konnten. An den sechs Seiten des Taufbeckens sind das Wappen des Stifters und fünf Tafeln mit Taufsprüchen aus der Bibel eingemeißelt. Der Taufspruch Laßet die Kindlein zu mir kommen und Wehret ihnen nicht aus dem Markusevangelium Kapitel 10 Vers 13 in der Wortwahl der damals gebräuchlichen Lutherbibel steht auf einer der Tafeln, die die Taufe von Kindern begründen.
Unter der Jahreszahl 1607 und unter dem Wappen trägt der runde Sockel des Taufsteins eingemeißelte Gesichter, die möglicherweise die Gesichter der Stifter Margarete Brandes und Paul Voß abbilden. Rechts daneben blickt ein grimmiger Löwe zum Portal der Kirche am Turm, der den Zugang zur Kirche überwachen und alles Böse von den Täuflingen und den Kirchgängern fernhalten soll.